# Számolás törtekkel
A törtekkel való számolás az aritmetikában szűkebb értelemben a közönséges tört (valódi vagy áltört) alakba írt racionális számokkal való számolást jelenti. Általánosabb értelemben ide értik például a vegyes számokként felírt racionális számokkal való számolást, vagy a tört alakban felírt valós vagy komplex számokkal való számolást, melynek hasonló szabályai vannak. Még tágabb értelemben nemcsak számokkal, hanem kifejezésekkel végzett számításokat is ide értenek, amivel a törtekkel való számolás eljut az általánosabb algebrához.
A törtekkel végzett műveletek közé tartoznak az alapműveletek (összeadás, kivonás, szorzás, osztás), valamint az összehasonlítás, a reciprokképzés, a bővítés és az egyszerűsítés. Továbbá a hatványozás és a gyökvonás is elvégezhető. A bővítés, illetve egyszerűsítés azon alapul, hogy egy számnak végtelen sok tört alakja van, és ezek átválthatók egymásba.
Az absztrakt algebrában a törtként való felírást akkor használják, ha az adott struktúrán értelmezett műveletek a törtekkel való számolás módján végezhetők, különös tekintettel a bővítésre, illetve egyszerűsítésre.

## Törtszámok és tört alakok

Az egész tortát négy egyenlő részre osztották, és három rész maradt meg. Ezt úgy mondjuk, hogy van még háromnegyed torta

A törtek kétféleképpen értelmezhetők: úgy is, mint az egész törtrésze és úgy is, mint két egész szám hányadosa, ahol a nevező nem nulla. A törtekkel való számolás az osztható egészen alapul. Például egy tortát négy részre osztanak. Ha ezek mindegyike egyenlő, akkor egy rész a torta negyede. Ha a tortából egy negyed elfogyott, akkor a tortának a háromnegyede maradt meg. 
Általában a tört alakokat számláló-törtvonal-nevező alakban írják fel; először vagy balra van a számláló, alatta vagy utána a törtvonal, végül vagy alul a nevező. Ahogy a szamárhíd fogalmaz: nevező nevezi meg, hogy hány részről van szó; a számláló számolja meg a darabok számát. Másként fogalmazva, a számláló adja meg a felosztandó egészek számát, a nevező pedig azt, hogy hány részre osztjuk őket. 
Egy számnak végtelen sok tört alakja van. Például, ha a négy egyenlő szelet helyett nyolc egyenlő szeletre vágják a tortát, és ebből marad hat szelet, akkor a tortának ugyanakkora része maradt meg, mint az előbb. A különböző alakokat bővítéssel és egyszerűsítéssel lehet egymásba átváltani. Ezzel a szám értéke nem, csak ábrázolása változik.

## Definíciók, jelölések
A tört alakok közé tágabb értelemben beleértik a tizedestörteket (különböző számrendszerekben) és a szűkebb értelemben vett közönséges törteket, valamint vegyes számokat is. Tört alatt azonban többnyire közönséges törteket értenek. 
Egy tizedestört egy számot egy adott számrendszer alapszámának hatványainak segítségével szorzatösszegként fejez ki. A véges tizedestörteknek két végtelen tizedestört alakjuk is van.
Egy közönséges tört a számot a számláló és a nevező hányadosaként fejezi ki:
{\displaystyle {\frac {a}{b}}}, ahol a a számláló, b a nevező.
Ha a tört értéke egynél kisebb, akkor a tört valódi, különben áltört. Mivel a nullával való osztás nincs definiálva, azért a nevező nem lehet nulla.
Az irreduciblis törtekben a számláló és a nevező relatív prím. Ekvivalensen, az irreducibilis törtek nem egyszerűsíthetők. Egy racionális számnak lényegében egy irreducibilis tört alakja van. Az egészek irreducibilis tört alakjában az egész szám a számláló, a nevező pedig egy. 
A törzstörtekben a számláló egy.
A vegyes számok a számot egy egész és egy tört összegeként fejezik ki. Speciálisan, ha a szám abszolútértékben egynél kisebb, akkor a valódi tört alakok tekinthetők vegyes számnak, ahol nincs kiírva a 0 egész. Az egész számok is tekinthetők vegyes számnak, ahol nincs törtrész. Negatív számok esetén az egész- és a törtrész is negatív, például {\displaystyle -3{\tfrac {3}{5}}=-{\tfrac {18}{5}}}. A vegyes számok írásmódja félreérthető lehet; például {\displaystyle a{\tfrac {b}{c}}} nem vegyes szám, hanem szorzat, {\displaystyle a\cdot {\tfrac {b}{c}}}. 
A további törtszerű ábrázolásokkal (százalék, ezrelék, lánctört) az adott cikk foglalkozik.
A racionális számok testet alkotnak, tehát körükben a nullával való osztás kivételével bármely osztás elvégezhető, és az eredmény egyszerűen ábrázolható. 
A hányadoskénti definícióban egész számok szerepelnek, tehát használhatók negatív számok is. Általában azonban a negatív számlálókból és nevezőkből kiemelik a -1-et, és kiviszik a tört elé. A tört előjelét ezekből állapítják meg. Ha a két előjel ugyanaz, akkor a tört pozitív, és nem tesznek elé előjelet. Ha csak az egyik negatív, akkor a szám negatív, így a tört elé kiteszik a negatív előjelet. Így a számláló és a nevező is természetes szám.

## Számolási szabályok
A racionális számokkal tört alakban elvégezhető az összeadás, kivonás, szorzás, osztás és más műveletek. Egyes műveletek előfeltétele, hogy a törteket megfelelő alakra hozzuk.
A tizedestört alakra hozás azt jelenti, hogy a számlálót elosztjuk a nevezővel. Mivel a racionális számok tizedestört alakja periodikus, azért elég az előszakaszt és egy periódust kiszámolni a pontos érték meghatározásához. Habár a véges tizedestörteknek két alakjuk is van, megszokottabb a véges tizedestört alak használata, így például {\displaystyle {\tfrac {3}{4}}=0,75.} A tizedestört alakot már egyszerű százalékra átszámolni: megszorozzuk százzal, és utána írjuk a százalék jelet. Így például {\displaystyle {\tfrac {3}{4}}=0,75=75\%.}
A bővítés és az egyszerűsítés olyan művelet, amely megőrzi a tört értékét, csak más alakban fejezi ki. A bővítés ugyanazzal a nullától különböző egésszel szorozza a számlálót és a nevezőt. Az egyszerűsítés a számlálót és a nevezőt ugyanazzal a közös osztójukkal osztja el. Míg bővíteni bármely törtet lehet, egyszerűsíteni már nem. A nem egyszerűsíthető törtek az irreducibilis törtek. 
Például {\displaystyle {\tfrac {2}{3}}={\tfrac {2\cdot 3}{3\cdot 3}}={\tfrac {6}{9}}} bővítés, míg {\displaystyle {\tfrac {6}{9}}={\tfrac {6/3}{9/3}}={\tfrac {2}{3}}} egyszerűsítés. A {\displaystyle {\tfrac {2}{3}}} tört nem egyszerűsíthető.
A vegyes számok és az áltörtek átalakíthatók egymásba. Vegyes számnál az egészrészt megszorozva a törtrész nevezőjével, majd hozzáadva a törtrész számlálójával kapjuk az áltört számlálóját. Megfordítva, az áltört számlálóját maradékosan elosztjuk a nevezőjével. A hányados lesz az egészrész; a maradék a törtrész számlálója, és a nevező a törtrész nevezője. 
Például {\displaystyle {\tfrac {8}{3}}={\tfrac {6}{3}}+{\tfrac {2}{3}}=2+{\tfrac {2}{3}}=2{\tfrac {2}{3}}}, illetve {\displaystyle 2{\tfrac {2}{3}}=2+{\tfrac {2}{3}}={\tfrac {6}{3}}+{\tfrac {2}{3}}={\tfrac {8}{3}}}.

### Közös nevezőre hozás
Akkor mondjuk, hogy két közönséges tört közös nevezőn van, ha ugyanaz a közös nevezőjük. Ha bővítéssel, illetve egyszerűsítéssel ilyen formára hozunk két törtet, akkor közös nevezőre hozást végzünk. Közös nevezőre hozható kettőnél több tört is. A közös nevezőre hozást összeadás és kivonás előtt kell elvégezni, illetve bizonyos esetek kivételével összehasonlítás előtt.
Például rendezni kell a {\displaystyle {\tfrac {2}{7}};{\tfrac {1}{6}};{\tfrac {9}{14}}} törteket, amihez közös nevezőre hozzuk őket. Közös nevezőnek választható a nevezők egy közös többszöröse. Meghatározzuk a nevezők legkisebb közös többszörösét, ami {\displaystyle 2\cdot 3\cdot 7=42}. Bővítjük a törteket, hogy nevezőjük 42 legyen:
{\displaystyle {\tfrac {2}{7}}={\tfrac {2\cdot 6}{42}}={\tfrac {12}{42}};\quad {\tfrac {1}{6}}={\tfrac {1\cdot 7}{42}}={\tfrac {7}{42}};\quad {\tfrac {9}{14}}={\tfrac {9\cdot 3}{42}}={\tfrac {27}{42}}}.
Most már elvégezhető a rendezés, amihez elegendő a közös nevezőn levő törtek számlálóit összehasonlítani:
{\displaystyle {\tfrac {7}{42}}<{\tfrac {12}{42}}<{\tfrac {27}{42}}\;\;}

### Alapműveletek
Összeadás, illetve kivonás előtt a törteket közös nevezőre kell hozni. Ezután össze lehet adni a számlálókat, illetve a kisebbítendő számlálójából ki lehet vonni a kivonandó számlálóját:
Például:
{\displaystyle {\tfrac {1}{6}}+{\tfrac {2}{15}}={\tfrac {5}{30}}+{\tfrac {4}{30}}={\tfrac {9}{30}}={\tfrac {3}{10}}}.
Szorzáskor a tényezők számlálóinak szorzata a szorzat számlálója, nevezőinek szorzata a szorzat nevezője:
{\displaystyle {\tfrac {2}{3}}\cdot {\tfrac {9}{14}}={\tfrac {2\cdot 9}{3\cdot 14}}={\tfrac {18}{42}}={\tfrac {3}{7}}}.
Célszerű a szorzás elvégzése előtt észrevenni az egyszerűsítés lehetőségét, és elvégezni az egyszerűsítést.
Az osztás szabályát a következő szamárhíd írja le: Törtet törttel úgy osztunk, hogy a reciprokával szorzunk. Például:
{\displaystyle {\tfrac {2}{15}}:{\tfrac {14}{27}}={\tfrac {2}{15}}\cdot {\tfrac {27}{14}}={\tfrac {2}{3\cdot 5}}\cdot {\tfrac {3\cdot 9}{2\cdot 7}}={\tfrac {1\cdot 9}{5\cdot 7}}={\tfrac {9}{35}}}.
Itt is célszerű a végeredmény kiszámítása előtt elvégezni az egyszerűsítést, ha lehet.
Vegyes számok összeadása, kivonása a törtekhez hasonlóan működhet; azonban szükség esetén át kell váltani az egész és a törtrész között. Itt a váltószám az aktuális nevező:
{\displaystyle 13{\tfrac {3}{4}}+27{\tfrac {1}{2}}=40+\left({\tfrac {3}{4}}+{\tfrac {1}{2}}\right)=40+1{\tfrac {1}{4}}=41{\tfrac {1}{4}}};
{\displaystyle 16{\tfrac {1}{3}}-9{\tfrac {1}{2}}=7+\left({\tfrac {1}{3}}-{\tfrac {1}{2}}\right)=7+\left({\tfrac {2}{6}}-{\tfrac {3}{6}}\right)=6+\left({\tfrac {6}{6}}+{\tfrac {2}{6}}-{\tfrac {3}{6}}\right)=6{\tfrac {5}{6}}}.
Szorzáshoz, illetve osztáshoz célszerű a vegyes számokat tört, illetve áltört alakra hozni. Kivéve az olyan egyszerű feladatokat, melyekben egésszel kell szorozni vagy osztani. Például {\displaystyle 6{\tfrac {1}{3}}:2=3{\tfrac {1}{6}}}.

### Absztrakt számolási szabályok
A fentiekből absztrakt számolási szabályok eredeztethetők. Fent az {\displaystyle a,\;b,\;c,\;d,\;n\;} betűk egész számokat jelölnek. Ezek helyett használhatók más elemek is, melyek lehetnek törtek, tizedestörtek vagy termek is. Ekkor a törtekkel való számolás kiterjesztését kapjuk. 
Az absztrakt szabályok használhatók a törtszámításhoz is, és a helyes eredményt adják, habár a szokásos algoritmusokhoz képest használatuk nehézkesebb lehet.
| Egyszerűsítés {\displaystyle \rightarrow }                  |
| ----------------------------------------------------------- |
| {\displaystyle {\frac {a\cdot c}{b\cdot c}}={\frac {a}{b}}} |
| {\displaystyle \leftarrow } Bővítés                         |

Ha {\displaystyle c>0} tetszőleges pozitív egész, akkor {\displaystyle {\frac {a}{b}}={\frac {a\cdot c}{b\cdot c}}}. Ebből következik, hogy minden racionális szám,nak végtelen sok tört alakja van, hiszen {\displaystyle {\frac {a}{b}}={\frac {2a}{2b}}={\frac {3a}{3b}}={\frac {4a}{4b}}=\dotsb }
Összeadás:
{\displaystyle {\frac {a}{b}}\;+\;{\frac {c}{d}}\;=\;{\frac {a\cdot d+c\cdot b}{b\cdot d}}}
Kivonás:
{\displaystyle {\frac {a}{b}}-{\frac {c}{d}}\;=\;{\frac {a\cdot d-c\cdot b}{b\cdot d}}}
Szorzás:
{\displaystyle {\frac {a}{b}}\;\cdot \;{\frac {c}{d}}\;=\;{\frac {a\cdot c}{b\cdot d}}}
{\displaystyle {\frac {a}{b}}\;\cdot \;n\;=\;{\frac {a\cdot n}{b}}}
Osztás:
{\displaystyle {\frac {a}{b}}:{\frac {c}{d}}\;=\;{\frac {a}{b}}\;\cdot \;{\frac {d}{c}}\;=\;{\frac {a\cdot d}{b\cdot c}}}
Azaz az absztrakt osztási szabály is az, hogy az osztó reciprokával szorzunk. Ezzel az osztást a szorzásra vezetik vissza.
Osztás egész számmal:
{\displaystyle {\frac {a}{b}}:n\;=\;{\frac {a}{b\cdot n}}\quad {\text{és}}\quad n:{\frac {a}{b}}\;=\;{\frac {n\cdot b}{a}}}
Hatványozás:
| Szabály                                                                | Példa                                                                  |
| ---------------------------------------------------------------------- | ---------------------------------------------------------------------- |
| {\displaystyle {\frac {a^{n}}{b^{m}}}=a^{n}\cdot b^{-m}}               | {\displaystyle {\frac {3}{2}}=3\cdot 2^{-1}}                           |
| {\displaystyle {\frac {a^{n}}{a^{m}}}=a^{n-m}}                         | {\displaystyle {\frac {a^{3}}{a^{2}}}=a^{3}\cdot a^{-2}=a^{3-2}=a}     |
| {\displaystyle {\frac {a^{n}}{b^{n}}}=\left({\frac {a}{b}}\right)^{n}} | {\displaystyle {\frac {3^{2}}{2^{2}}}=\left({\frac {3}{2}}\right)^{2}} |

### Termek
Az algebrai törtek közönséges tört alakú kifejezések. Az elemi algebrában fontos szerephez jutnak. A konstansokat kivéve határozatlant tartalmaznak. A közönséges törtekre vonatkozó szabályok kiterjeszthetők algebrai törtekre is.

#### Értelmezési tartomány
Az algebrai törtek értelmezési tartományának meghatározásához figyelembe kell venni, hogy a nevező nem lehet nulla. Erre példa az {\displaystyle x} határozatlant tartalmazó {\displaystyle {\tfrac {1}{6-2x}}} kifejezés, mely nem értelmezett {\displaystyle x=3} esetén. Ha az alaphalmaz a valós számoké, akkor az értelmezési tartomány {\displaystyle D=\mathbb {R} \setminus \{3\}}. 
Bonyolultabb esetben a nevezőt tényezőkre kell bontani, és csak azután határozható meg az értelmezési tartomány. Példa:
{\displaystyle {\tfrac {x}{x^{2}-9}}={\tfrac {x}{(x+3)(x-3)}}}
értelmezési tartománya
{\displaystyle D=\mathbb {R} \setminus \{-3;+3\}}.
Absztrakt algebrai struktúrák, absztrakt termek esetén nem foglalkoznak az értelmezési tartománnyal. Így értelmesként kezelnek olyan algebrai törteket is, melyek sehol sincsenek értelmezve.

#### Egyszerűsítés
A számlálót és a nevezőt ugyanazzal a kifejezéssel osztjuk. Ehhez ezt ki kell emelni mind a számlálóból, mind a nevezőből.
Példák:
1. {\displaystyle \quad {\frac {4abc^{3}}{6a^{2}bc}}={\frac {2c^{2}}{3a}}}
2. {\displaystyle \quad {\frac {x^{2}-6xy+9y^{2}}{2x-6y}}={\frac {(x-3y)^{2}}{2(x-3y)}}={\frac {x-3y}{2}}}

Figyelemmel kell kísérni az értelmezési tartományt, hiszen az nem változhat meg. Az egyszerűsítés hatására az értelmezési tartomány kibővülhet az egyszerűsítéshez használt kifejezés gyökeivel. Például az első pontban végzett egyszerűsítésben egyszerűsítés előtt {\displaystyle a,b,c\neq 0} a kikötés, egyszerűsítés után már csak {\displaystyle a\neq 0}. A második példában egyszerűsítés előtt {\displaystyle x\neq 3y}, egyszerűsítés után nincs kikötés. 
Az egyszerűsítés előtti kifejezésnek megszüntethető szakadása van azon a helyen, ami a kiegyszerűsített kifejezés gyöke. Ez az egyik módszer, amellyel ezek a helyek felderíthetők, és a szakadás megszüntethető.
A bővítés hasonló óvintézkedéseket igényel. Általában a bővítő kifejezés gyökeit meg kell keresni, és kiszámítani az eredeti kifejezés által ott felvett értéket, mivel a bővítéssel bevezetett megszüntethető szingularitást ezek segítségével lehet megszüntetni. Összeadás és kivonás esetén azonban a nevezők legkisebb közös többszörösére való bővítés nem igényli ezt, hiszen az összeg vagy a különbség értelmezési tartománya úgyis az egyes tagok értelmezési tartományainak metszete. 

#### Összeadás és kivonás
Közös nevezőre hozáskor érdemes a nevezők legkisebb közös többszörösére bővíteni, mivel ez nem vezet be új megszüntethető szingularitásokat. 
Példa:
{\displaystyle {\frac {3}{2a^{2}}}-{\frac {4ab-1}{2ab}}+2}
Itt {\displaystyle 2a^{2}b} a nevezők legkisebb közös többszöröse. Ezt kell elosztani az egyes nevezőkkel. Így a bővítő tényezők {\displaystyle b}, {\displaystyle a} és {\displaystyle 2a^{2}b}.
{\displaystyle {\frac {3}{2a^{2}}}-{\frac {4ab-1}{2ab}}+2}
{\displaystyle ={\frac {3\cdot b-(4ab-1)\cdot a+2\cdot 2a^{2}b}{2a^{2}b}}}
{\displaystyle ={\frac {3b-4a^{2}b+a+4a^{2}b}{2a^{2}b}}={\frac {3b+a}{2a^{2}b}}}
A legkisebb közös többszörös meghatározható tényezőkre bontással vagy az euklideszi algoritmus által kiadott legnagyobb közös osztóból és a nevezők szorzatából. 
Példák:
{\displaystyle {\frac {x}{x^{2}-xy}}-{\frac {y}{x^{2}+xy}}-{\frac {x}{x^{2}-y^{2}}}}
{\displaystyle ={\frac {x}{x(x-y)}}-{\frac {y}{x(x+y)}}-{\frac {x}{(x+y)(x-y)}}}
{\displaystyle ={\frac {x\cdot (x+y)-y\cdot (x-y)-x\cdot x}{x(x+y)(x-y)}}}
{\displaystyle ={\frac {x^{2}+xy-xy+y^{2}-x^{2}}{x(x+y)(x-y)}}={\frac {y^{2}}{x(x+y)(x-y)}}}

#### Szorzás és osztás
Szorzáskor számlálót a számlálóval, nevezőt a nevezővel kell szorozni. A közös tényezőkkel egyszerűsíteni lehet, habár ez eltüntethet megszüntethető szingularitásokat, így meg kell tenni a szükséges kikötéseket:
{\displaystyle {\frac {4xy}{z^{2}}}\cdot {\frac {xz}{6y}}={\frac {4x^{2}yz}{6yz^{2}}}={\frac {2x^{2}}{3z}}}
Bonyolultabb esetekben tényezőkre bontással lehet közös tényezőket meghatározni, vagy utólag euklideszi algoritmussal megkeresni a legnagyobb közös osztót:
{\displaystyle {\frac {a-2b}{4a+1}}\cdot {\frac {16a^{2}-1}{a^{2}-4ab+4b^{2}}}={\frac {a-2b}{4a+1}}\cdot {\frac {(4a+1)(4a-1)}{(a-2b)^{2}}}={\frac {4a-1}{a-2b}}}
Az osztás visszavezethető a szorzásra:
Beispiel: {\displaystyle {\frac {2x-3}{5x}}:{\frac {4x^{2}-9}{10x^{2}}}={\frac {2x-3}{5x}}\cdot {\frac {10x^{2}}{(2x+3)(2x-3)}}={\frac {2x}{2x+3}}}

## További ábrázolások

### Parciális törtek összege
Bizonyos törtek felbonthatók parciális törtek összegére (ezek olyan törtek, melyek nevezője prímhatvány):
{\displaystyle {\frac {5}{6}}={\frac {1}{2}}+{\frac {1}{3}},}
{\displaystyle {\frac {1}{6}}={\frac {1}{2}}-{\frac {1}{3}},\,}
{\displaystyle {\frac {1}{72}}={\frac {1}{8}}-{\frac {1}{9}},}
{\displaystyle {\frac {1}{60}}={\frac {-1}{4}}-{\frac {4}{3}}+{\frac {8}{5}}.}

### Egyiptomi törtek
Az ókori egyiptomiak törzstörtek összegeként írták a törteket, melyekre az a megkötés, hogy számlálójuk 1 legyen.
{\displaystyle {\frac {3}{7}}={\frac {1}{3}}+{\frac {1}{11}}+{\frac {1}{231}}} und
{\displaystyle {\frac {25}{31}}={\frac {1}{2}}+{\frac {1}{4}}+{\frac {1}{18}}+{\frac {1}{1116}}}

### Pitagoraszi törtek
Ezek a törtek megoldásai a pitagoraszi egyenletnek, példa erre {\displaystyle ({\tfrac {1}{5}},{\tfrac {24}{35}},{\tfrac {5}{7}})}:
{\displaystyle \left({\frac {1}{5}}\right)^{2}+\left({\frac {24}{35}}\right)^{2}=\left({\frac {5}{7}}\right)^{2}}.

### Racionális számláló, illetve nevező
Egyes számításokban a nevezőt racionálissá kell alakítani, azaz bővítéssel, beszorzással és összevonással olyan alakra hozni, hogy a nevező racionális legyen. Ezután lehet további bővítéssel az értéket úgy kifejezni, hogy a nevező egész legyen. 

## Általánosítás
Az absztrakt algebrában hasonlóan képezik az integritási tartományok hányadostestét.

## Fordítás
- Ez a szócikk részben vagy egészben  a   Bruchrechnung című német Wikipédia-szócikk fordításán alapul.  Az eredeti cikk szerkesztőit annak laptörténete sorolja fel. Ez a jelzés csupán a megfogalmazás eredetét és a szerzői jogokat jelzi, nem szolgál a cikkben szereplő információk forrásmegjelöléseként.